# Satz von Meyers-Serrin
Der Satz von Meyers-Serrin oder Satz von Meyers und Serrin, benannt nach Norman George Meyers und James Serrin, ist ein Satz aus der Theorie der partiellen Differentialgleichungen. Er besagt, dass die unendlich oft differenzierbaren Funktionen in Sobolev-Räumen dicht liegen.

## Formulierung
Sei {\displaystyle \Omega \subset \mathbb {R} ^{n}} eine offene, nichtleere Teilmenge und seien {\displaystyle 1\leq p<\infty } und {\displaystyle k\in \mathbb {N} _{0}} Zahlen. Dann liegt der Untervektorraum {\displaystyle C^{\infty }(\Omega )\cap W^{k,p}(\Omega )} dicht im Raum {\displaystyle W^{k,p}(\Omega ).} Dabei bezeichnet {\displaystyle W^{k,p}(\Omega )} den Sobolev-Raum.

## Hilfssätze
Es sei {\displaystyle \Omega \subset \mathbb {R} ^{n}} offen, zusammenhängend und beschränkt. Die auf Kurt Friedrichs zurückgehende (Friedrichssche) Glättungsfunktion (Mollifier) {\displaystyle K\in C_{0}^{\infty }(\mathbb {R} ^{n})} lautet
{\displaystyle K(x)={\begin{cases}\lambda \exp \left(-{\frac {1}{1-|x|^{2}}}\right)&{\text{für}}|x|<1\\0&{\text{sonst}}\end{cases}}},
wobei die Konstante {\displaystyle \lambda \in \mathbb {R} } so gewählt werden soll, dass gilt:
{\displaystyle \int _{\Omega }K(x)\mathrm {d} x=1}.
Zudem setze
{\displaystyle K_{\varepsilon }(x)={\frac {1}{\varepsilon ^{n}}}K\left({\frac {x}{\varepsilon }}\right)},
weshalb auch {\displaystyle K_{\varepsilon }(x)=0} für {\displaystyle |x|\geqq \varepsilon } sowie {\displaystyle \|K_{\varepsilon }\|_{L^{1}(\mathbb {R} ^{n})}=1} erfüllt sind. Das Faltungsintegral, die Abglättung von {\displaystyle f}:
{\displaystyle f_{\varepsilon }(x)=\int \limits _{\mathbb {R} ^{n}}K_{\varepsilon }(x-y)f(y)\mathrm {d} y}
existiert dann und ist beliebig oft differenzierbar für {\displaystyle f\in L^{1}(\mathbb {R} ^{n})}.

### Satz 1
Sei {\displaystyle 1\leqq p<\infty }. Jeder Funktion {\displaystyle f\in L^{p}(\Omega )} und jedem {\displaystyle \varepsilon >0} ordnen wir die regularisierte Funktion (Abglättung):
{\displaystyle f_{\varepsilon }(x):={\frac {1}{\varepsilon ^{n}}}\int \limits _{\Omega }K\left({\frac {x-y}{\varepsilon }}\right)f(y)\mathrm {d} y} mit {\displaystyle x\in \Omega },
zu. Dann ist die Abbildung {\displaystyle f\mapsto f_{\varepsilon }} linear von {\displaystyle L^{p}(\mathbb {R} ^{n})} nach {\displaystyle L^{p}(\mathbb {R} ^{n})} und es gilt:
{\displaystyle \|f_{\varepsilon }\|_{L^{p}(\Omega )}\leqq \|f\|_{L^{p}(\Omega )}\ \forall \varepsilon >0,f\in L^{p}(\Omega )}.

### Satz 2
Es gelten die folgenden Aussagen:
1. Für {\displaystyle f\in C_{0}^{0}(\Omega )} gilt:
{\displaystyle \sup \limits _{x\in \mathbb {R} ^{n}}|f(x)-f_{\varepsilon }(x)|\to 0} für {\displaystyle \varepsilon \to 0}.
2. Für {\displaystyle f\in L^{p}(\Omega )} mit {\displaystyle 1\leqq p<\infty } folgt:
{\displaystyle \|f-f_{\varepsilon }\|_{L^{p}(\Omega )}\to 0} für {\displaystyle \varepsilon \to 0}.

### Satz 3
Sei {\displaystyle f\in W^{k,p}(\Omega )} durch {\displaystyle f\equiv 0} auf {\displaystyle \mathbb {R} ^{n}\setminus \Omega } fortgesetzt. Für {\displaystyle \varepsilon >0} bezeichnet:
{\displaystyle f_{\varepsilon }(x):={\frac {1}{\varepsilon ^{n}}}\int \limits _{\mathbb {R} ^{n}}K\left({\frac {x-y}{\varepsilon }}\right)f(y)\mathrm {d} y} mit {\displaystyle x\in \Omega }
die regularisierte Funktion der Klasse {\displaystyle C^{\infty }(\Omega )}. Dann gilt für alle Multiindizes {\displaystyle \alpha \in \mathbb {N} _{0}^{n}} mit {\displaystyle |\alpha |\leqq k} und alle {\displaystyle 0<\varepsilon <\operatorname {dist} (x,\mathbb {R} ^{n}\setminus \Omega )} die Identität:
{\displaystyle \partial ^{\alpha }f_{\varepsilon }(x)=(D^{\alpha }f)_{\varepsilon }(x)} mit {\displaystyle x\in \Omega }.

## Beweis
Wir wählen {\displaystyle \Omega _{j}\subset \mathbb {R} ^{n}} als offene Mengen mit {\displaystyle j\in \mathbb {N} _{0}} mit:
{\displaystyle \emptyset \subset \Omega _{0}\subset \Omega _{1}\subset \Omega _{2}\subset \ldots \subset \Omega } sowie {\displaystyle {\overline {\Omega _{j}}}\subset \Omega _{j+1}} mit {\displaystyle j\in \mathbb {N} _{0}},
so dass gilt:
{\displaystyle \bigcup \limits _{j=1}^{\infty }\Omega _{j}=\Omega }.
Weiter sei {\displaystyle \Psi _{j}\in C_{0}^{\infty }(\Omega )} eine dem Mengensystem {\displaystyle \left\{\Omega _{j+1}\setminus {\overline {\Omega _{j-1}}}\right\}_{j\in \mathbb {N} }} untergeordnete Zerlegung der Eins, d. h., es seien:
{\displaystyle \operatorname {supp} \Psi _{j}\subset \Omega _{j+1}\setminus {\overline {\Omega _{j-1}}}} und {\displaystyle \sum \limits _{j=1}^{\infty }\Psi _{j}(x)=1} mit {\displaystyle x\in \Omega }.
Zu vorgegebenem {\displaystyle \varepsilon >0} wählen wir nun {\displaystyle \varepsilon _{j}>0}, so dass {\displaystyle \varepsilon _{j}<\operatorname {dist} (\Omega _{j+1},\partial \Omega )} sowie:
{\displaystyle \left\|(\Psi _{j}f)_{\varepsilon _{j}}-(\Psi _{j}f)\right\|_{W^{k,p}(\Omega )}\leqq {\frac {\varepsilon }{2^{j}}}}
gemäß den Hilfssätzen (insbesondere laut des Satzes 1: der Vertauschung schwacher Ableitungen mit der Abglättung nach Kurt Friedrichs) richtig ist. Nun gelten:
{\displaystyle g(x):=\sum \limits _{j=1}^{\infty }(\Psi _{j}f)_{\varepsilon _{j}}(x)\in C^{\infty }(\Omega )}
sowie
{\displaystyle \|g-f\|_{W^{k,p}(\Omega )}=\left\|\sum \limits _{j=1}^{\infty }(\Psi _{j}f)_{\varepsilon _{j}}-\sum \limits _{j=1}^{\infty }(\Psi _{j}f)\right\|_{W^{k,p}(\Omega )}\leqq \sum \limits _{j=1}^{\infty }\left\|(\Psi _{j}f)_{\varepsilon _{j}}-(\Psi _{j}f)\right\|_{W^{k,p}(\Omega )}}
resp. zusammen mit der Wahl der {\displaystyle \varepsilon _{j}>0}:
{\displaystyle \|g-f\|_{W^{k,p}(\Omega )}\leqq \sum \limits _{j=1}^{\infty }{\frac {\varepsilon }{2^{j}}}=\varepsilon }.
Da {\displaystyle f\in W^{k,p}(\Omega )} ist, folgt auch {\displaystyle g\in W^{k,p}(\Omega )}.

## Bemerkungen
Es gilt folgende Inklusion:
{\displaystyle C^{k,p}(\Omega )\subset W^{k,p}(\Omega )\subset L^{p}(\Omega )}.
Der Raum {\displaystyle C^{k,p}(\Omega )} ist bezüglich der {\displaystyle W^{k,p}(\Omega )}-Norm nicht abgeschlossen. Gemäß dem Satz von Meyers-Serrin können wir jedoch {\displaystyle W^{k,p}(\Omega )} gerade als die Vervollständigung von {\displaystyle C^{k,p}(\Omega )} unter dieser Sobolev-Norm auffassen. Die partiellen Ableitungen können als stetige Operatoren auf diesen Sobolev-Räumen zu den uns bekannten schwachen Ableitungen fortgesetzt werden.

## Bedeutung
- In der älteren Theorie hatte man die Räume {\displaystyle H^{k,p}(\Omega )} als die Abschlüsse von {\displaystyle C^{\infty }(\Omega )\cap W^{k,p}(\Omega )} in {\displaystyle W^{k,p}(\Omega )} definiert. Der Satz von Meyers-Serrin besagt, dass die H-Räume mit den W-Räumen zusammenfallen, was den kurzen Titel der unten angegebenen Originalarbeit erklärt.[1]
- Die Definitionsbedingungen für Sobolev-Räume verwenden den Begriff der schwachen Ableitung, gewisse schwache Ableitungen müssen im Lp-Raum {\displaystyle L^{p}(\Omega )} liegen. Indem man dieselben Bedingungen für den klassischen Ableitungsbegriff verwendet, kann man die Menge der {\displaystyle C^{\infty }}-Funktionen konstruieren, die diese Bedingungen erfüllen, und dann vervollständigen. Der Satz von Meyers-Serrin sagt aus, dass man auf diese Weise dieselben Räume erhält; der Begriff der schwachen Ableitung lässt sich an dieser Stelle also vermeiden.
- Es ist bemerkenswert, dass dieser Satz im Gegensatz zu anderen Dichtheitssätzen über Sobolev-Räume ohne zusätzliche Regularitätsvoraussetzungen an den Rand {\displaystyle \partial \Omega } auskommt.